# Gammeltorv (Aalborg)
 For alternative betydninger, se Gammeltorv. (Se også artikler, som begynder med Gammeltorv)
Gammeltorv er Aalborgs ældste torv. Det vides ikke med sikkerhed, hvornår torvet er anlagt, men det formodes at være omkring 1200-tallet. Torvet er navngivet Gammeltorv i forbindelse med anlæggelsen af Nytorv omkring år 1600.
I det nordvestlige hjørne af Gammeltorv var byens Byting placeret under åben himmel, indtil der i 1588 byggedes et skur. Bytinget var datidens retsinstans i Aalborg. Ved siden af bytinget stod retterstedet, hvor de dømte adelige blev halshugget, mens de ikke-adelige blev hængt i galgen. 
I de første årtier i 1900-tallet var Gammeltorv finansielt knudepunkt med banker. Studenterhuset blev oprettet i 90'erne i den tidligere Diskontobank bygning, og den tidligere Nationalbank bygning blev efter en restaurering en del af Aalborg Universitet's Arkitektur og Design, det der i dag hedder Folkekirkens Hus. I dag bruges torvet som rekreativt område. Der afholdes bl.a. julemarked, fodboldkampe vises på storskærm, osv.
Ved Gammeltorv ligger bl.a. Budolfi Kirke, Studenterhuset, Folkekirkens Hus, Aalborg Rådhus og Aalborg Post og Telegraf som var Aalborgs sidste posthus, som var i funktion indtil oktober 2013. 
I øst har Gammeltorv forbindelse til Østerågade, i syd er der forbindelse til Algade og mod nord er der forbindelse til Adelgade. 